# Wiesenfeld (Burgwald)
Wiesenfeld ist ein Ortsteil der Gemeinde Burgwald im nordhessischen Landkreis Waldeck-Frankenberg.

## Geographie
Wiesenfeld liegt am westlichen Rand des Burgwalds, etwa 7 km südlich von Frankenberg (Eder) und 27 km nördlich von Marburg (Lahn) inmitten der anderen Burgwalder Ortsteile. Der nördliche Nachbar ist der Ortsteil Burgwald, nördlich und nordöstlich bildet Bottendorf die Grenze. Im Süden schließt sich Ernsthausen an, im Westen Birkenbringhausen.  Durch den Ort fließt der Senkelbach.

## Geschichte

### Johanniterkommende

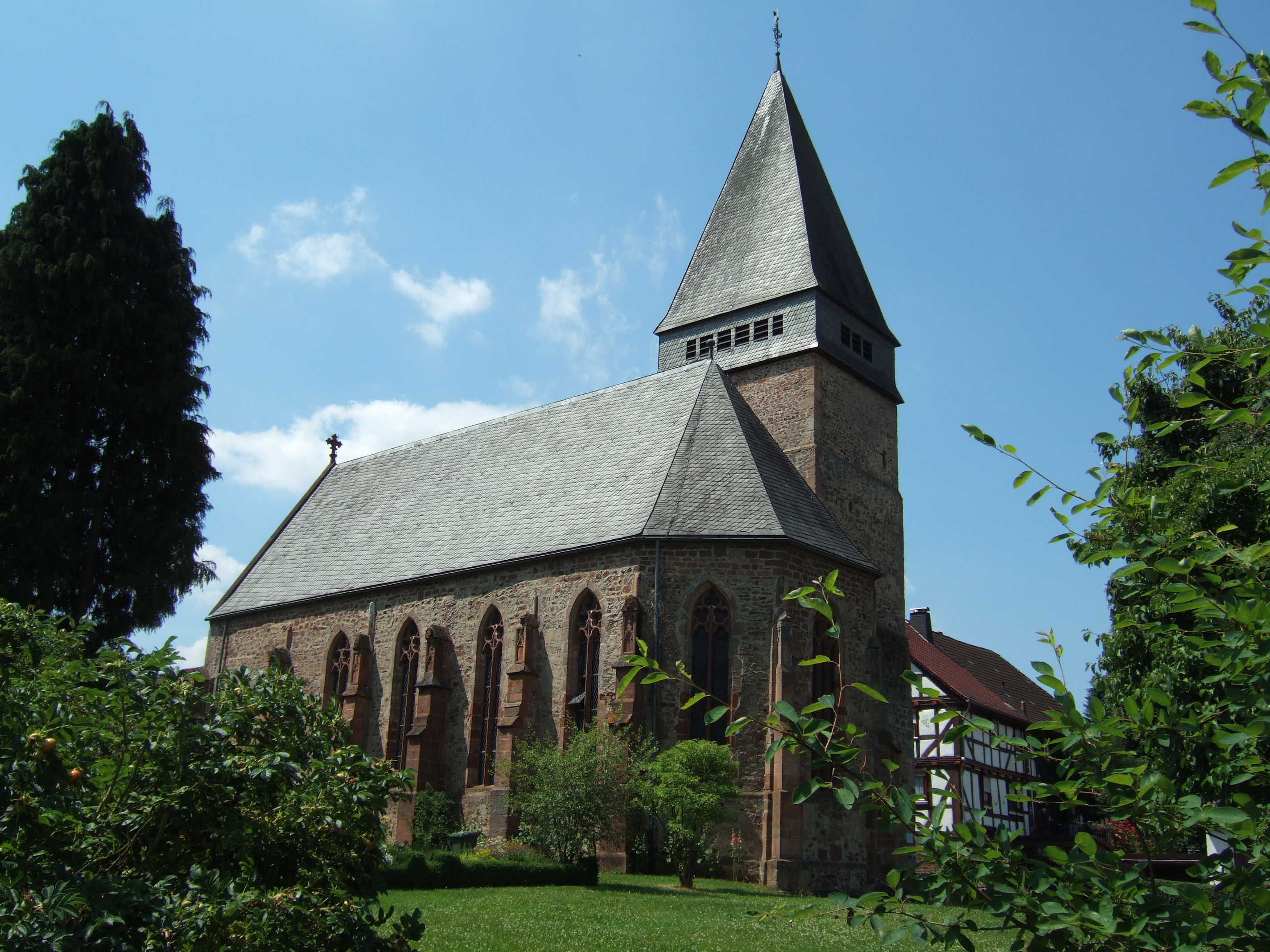
Evangelische Kirche (ehemalige Johanniterkirche)

Graf Werner I. von Battenberg und Wittgenstein schenkte nach seiner Rückkehr vom Kreuzzug Heinrichs VI. (1197/98) dem Johanniterorden Besitz in Wiesenfeld. Auf dieser Grundlage stiftete er, oder nach seinem Tode (1215) sein Sohn Werner II. († 1272), eine 1238 erstmals urkundlich erwähnte Kommende der Johanniter, die bis zur Reformation von fünf oder sechs Ordensbrüdern bewohnt war. Werner II. von Battenberg war Komtur von Wiesenfeld. Die im 13. Jahrhundert errichtete Johanniterkirche im gotischen Stil prägt bis heute das Bild des Dorfes. Von Wiesenfeld aus wurde 1358 das später zur Kommende erhobene Johanniter-Hospital in Wildungen eingerichtet und verwaltet.

### Hugenotten-Siedlung

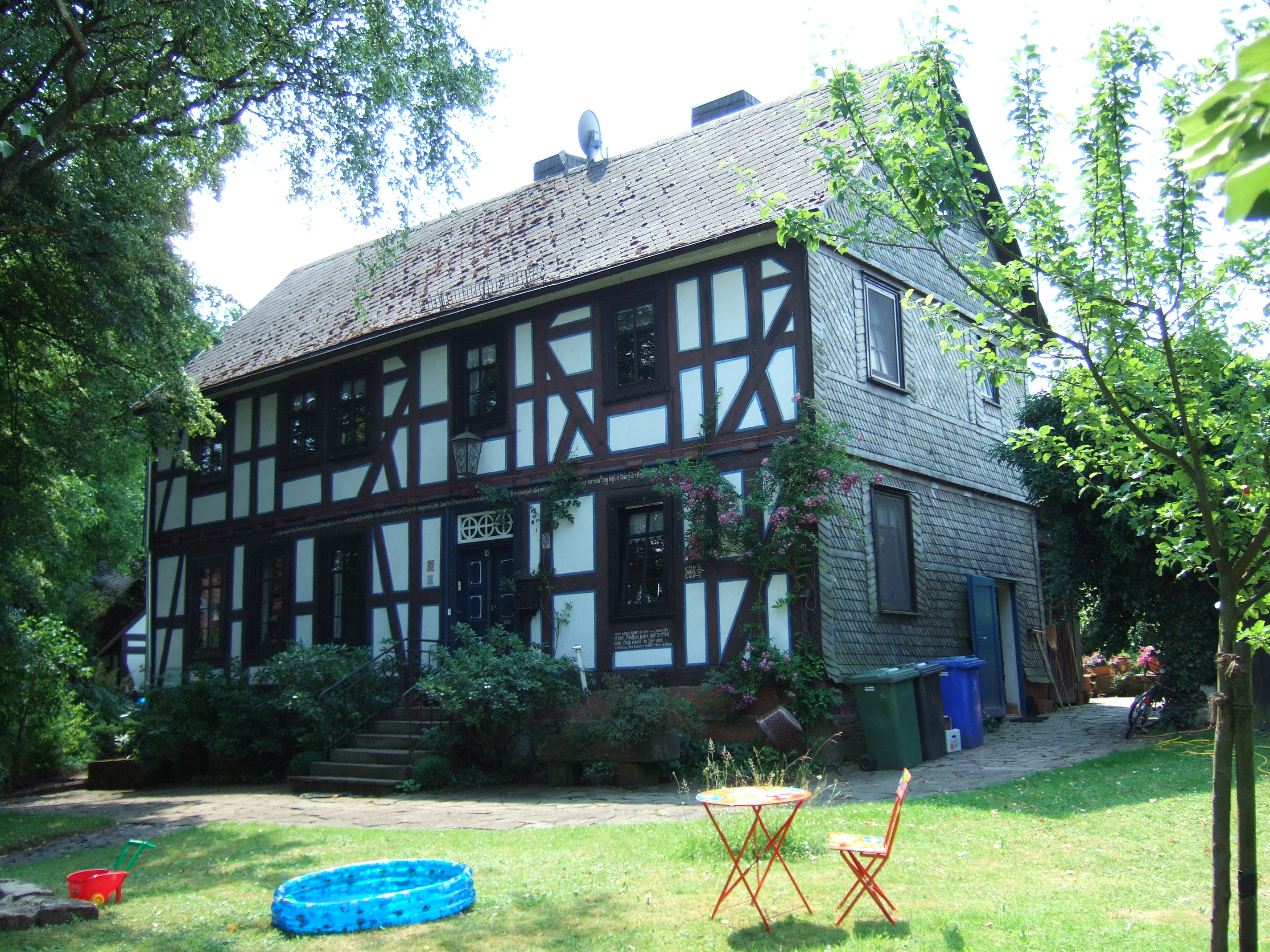
Alte Schule, von hugenottischen Flüchtlingen errichtet

Nach der Reformation verpachteten die hessischen Landgrafen die säkularisierte Kommende zunächst. Im Jahre 1755 erhielten Hugenotten- und Waldenserfamilien aus Wiesenfeld und Todenhausen das Gut in Erbleihe. Zum Teil konnten sie in die ehemaligen Konventsgebäude einziehen oder sie errichteten eigene Häuser.

### Hessische Gebietsreform (1970–1977)
Im Zuge der Gebietsreform in Hessen fusionierten zum 1. Juli 1971 die bis dahin selbständigen Gemeinden Birkenbringhausen, Ernsthausen und Wiesenfeld freiwillig zu einer Gemeinde mit dem Namen Burgwald. Für Wiesenfeld wurde, wie für die übrigen ehemals eigenständigen Gemeinden von Burgwald, ein Ortsbezirk mit Ortsbeirat und Ortsvorsteher nach der Hessischen Gemeindeordnung gebildet.

### Bevölkerung
Einwohnerentwicklung
Quelle: Historisches Ortslexikon
- 1577: 38 Hausgesesse
- 1747: 51 Haushaltungen

| Wiesenfeld: Einwohnerzahlen von 1834 bis 2016 | Wiesenfeld: Einwohnerzahlen von 1834 bis 2016 | Wiesenfeld: Einwohnerzahlen von 1834 bis 2016 | Wiesenfeld: Einwohnerzahlen von 1834 bis 2016 | Wiesenfeld: Einwohnerzahlen von 1834 bis 2016 |
| --- | --------------------------------------------- | --------------------------------------------- | --------------------------------------------- | --------------------------------------------- |
| Jahr |                                               |                                               |                                               | Einwohner                                     |
| 1834 | 1834                                          |                                               | 190                                           | 190                                           |
| 1840 | 1840                                          |                                               | 184                                           | 184                                           |
| 1846 | 1846                                          |                                               | 183                                           | 183                                           |
| 1852 | 1852                                          |                                               | 157                                           | 157                                           |
| 1858 | 1858                                          |                                               | 145                                           | 145                                           |
| 1864 | 1864                                          |                                               | 152                                           | 152                                           |
| 1871 | 1871                                          |                                               | 166                                           | 166                                           |
| 1875 | 1875                                          |                                               | 178                                           | 178                                           |
| 1885 | 1885                                          |                                               | 183                                           | 183                                           |
| 1895 | 1895                                          |                                               | 172                                           | 172                                           |
| 1905 | 1905                                          |                                               | 185                                           | 185                                           |
| 1910 | 1910                                          |                                               | 180                                           | 180                                           |
| 1925 | 1925                                          |                                               | 177                                           | 177                                           |
| 1939 | 1939                                          |                                               | 241                                           | 241                                           |
| 1946 | 1946                                          |                                               | 349                                           | 349                                           |
| 1950 | 1950                                          |                                               | 559                                           | 559                                           |
| 1956 | 1956                                          |                                               | 651                                           | 651                                           |
| 1961 | 1961                                          |                                               | 714                                           | 714                                           |
| 1967 | 1967                                          |                                               | 812                                           | 812                                           |
| 1980 | 1980                                          |                                               | ?                                             | ?                                             |
| 1990 | 1990                                          |                                               | ?                                             | ?                                             |
| 2000 | 2000                                          |                                               | ?                                             | ?                                             |
| 2011 | 2011                                          |                                               | 279                                           | 279                                           |
| 2016 | 2016                                          |                                               | 258                                           | 258                                           |
| Datenquelle: Historisches Gemeindeverzeichnis für Hessen: Die Bevölkerung der Gemeinden 1834 bis 1967. Wiesbaden: Hessisches Statistisches Landesamt, 1968. Weitere Quellen: Gemeinde Burgwald:; Zensus 2011 |                                               |                                               |                                               |                                               |

Religionszugehörigkeit
| • 1895: | 183 evangelische (= 100 %), zwei (= 0,81 %) Einwohner               |
| • 1961: | 405 evangelische (= 56,72 %), 299 katholische (= 41,88 %) Einwohner |

## Sprache
Bis etwa 1955 wurde in Wiesenfeld Okzitanisch gesprochen.

## Kultur
Im 25. (1989/1990) und im 26. (1991/1992) Wettbewerb „Unser Dorf soll schöner werden“ wurde das Dorf Hessensieger. 1993 wurde Wiesenfeld Bundessieger und gewann die Goldmedaille.

## Verkehr
Durch den Ort verlaufen die Kreisstraßen 117 zwischen Ernsthausen und Frankenberg und 118 zwischen Wiesenfeld und Allendorf-Haine. Wiesenfeld ist eine Haltestelle der Burgwaldbahn, auf der regelmäßig Schienenbusse verkehren.
Auf der Strecke zwischen Sarnau und Frankenberg (Eder) passiert der Lahn-Eder-Radweg das Burgwald-Dorf.

## Persönlichkeiten
- Balthasar von Dernbach (1548–1606), geboren in Wiesenfeld, genannt Grauel, war Benediktiner des Klosters Fulda und Fürstabt von Fulda.